# Florian Pedarnig
Florian Pedarnig (Schlaiten, 16 februari 1938 – Wattens, 19 september 2022) was een Oostenrijks componist, muziekpedagoog, dirigent, klarinettist, hoornist en contrabassist.

## Levensloop
Pedarnig speelde op twaalfjarige leeftijd klarinet in de Musikkapelle Schlaiten en als hij 19 jaar was werd hij dirigent van deze vereniging tot 1958. Hij studeerde muziektheorie, hoorn en contrabas aan het Tiroler Landeskonservatorium te Innsbruck. Vanaf 1958 was hij vier jaar lang lid van de Militärmusik des Militärkommandos Tirol onder leiding van Siegfried Somma. In 1963 studeerde hij af en werd vervolgens lid in het Symfonieorkest van Innsbruck. In 1964 werd hij eveneens lid van de Stadtmusikkapelle Wilten te Innsbruck en tweede dirigent van deze vereniging. Hij maakte tot 1965 nog verdere muziekstudies te München.
In 1974 richtte hij met andere muzikanten in Innsbruck de Tiroler Kirchtagmusig op. In 1980 volgde hij Sepp Tanzer als "Landeskapellmeister" van de blaasmuziekfederatie in Tirol op en bleef in deze functie tot 1986. Sindsdien is hij lid van de muziekcommissie van deze federatie en een veelgevraagd jurylid bij concoursen. Hij was van september 1973 tot 1986 dirigent van de Bundesbahnkapelle Innsbruck en vrije medewerker voor de Österreichischer Rundfunk (Oostenrijkse publieke omroep) Landesstudio Tirol. Van 1982 tot 1985 was hij ook dirigent van de "Rettenberger Musikkapelle Kolsaß" alsook van 1988 tot 1992 dirigent van de Postmusik Innsbruck.
Als componist schreef hij vooral werken voor harmonieorkest. 

## Composities

### Werken voor harmonieorkest
- 1955 Dem Land Tirol die Treue
- 1957 Mein Osttirol
- 1977 Keadla Marsch
- 1989 Älplerisch g'sungen, älplerisch g'spielt, volksliederen en dansen voor blaasmuziek
- 2000 Festmusik der Schützen - Tiroler Zapfenstreich - première: 24 juni 2000, Bozen
- 2009 Tiroler Gedenken: Konzertmarsch anno 2009 - première: 25 juli 2009 in Toblach, Gustav-Mahler-Saal (compositieopdracht van de Bürgerkapelle Brixen)
- 2010 Franz Wieser-Marsch
- Älplerisch - Tirolerisch , Volkslieder- und Tänze im Registerklang
- Bei uns in Tirol
- Die Rotjacken
- Gruss aus Villnöss, mars
- Herz Jesu Messe, voor harmonieorkest

### Kamermuziek
- 1994 Klarinetten-Weisen : alpenländische Lieder und Jodler, voor twee tot vijf klarinetten

## Persoonlijk leven
Pedarnig was het tiende kind van zestien kinderen van het echtpaar Florian und Frieda Pedarnig. Hij overleed op 84-jarige leeftijd.